# Ibrahim Letaïef
Ibrahim Letaïef (arabe : إبراهيم اللطيف), né en 1959 à Kairouan, est un réalisateur et producteur tunisien.

## Biographie
Il fonde, en 1995 avec Dora Bouchoucha, sa société de production, Nomadis Images. En mai 2015, il prend la direction des Journées cinématographiques de Carthage. En 2016, il est limogé de son poste de directeur,, et remplacé par le producteur Néjib Ayed.
À son actif figurent de nombreux courts métrages à la facture tragicomique, dont Visa, récipiendaire du Tanit d'or dans la catégorie des courts métrages aux Journées cinématographiques de Carthage et qui le fait connaître en 2004, ou Porto Farina dont le titre évoque le village de Ghar El Melh et qui réunit des acteurs comme Mohamed Driss et Fatma Ben Saïdane.

## Filmographie

### Courts métrages
- 1996 : Un Rire de trop
- 2004 : Visa
- 2006 : Je vous ai à l'œil
- 2020 : RAS
- 2021 : Passion littéraire

### Longs métrages
- 2009 : Cinecittà
- 2011 : Hizz ya Wizz[9]
- 2019 : Porto Farina[10]
- 2022 : Alerte à l'ouragan

## Distinctions
- Officier de l'Ordre national du Mérite (2016)[11] ;
- Chevalier de l'Ordre des Arts et des Lettres (2016)[12].